# نظام بيل
كان نظام بيل (بالإنجليزية: Bell System)‏ عبارة عن نظام لشركات الاتصالات بقيادة شركة بيل للهاتف ‏ ولاحقًا من قبل شركة الهاتف والتلغراف الأمريكية (AT&T) والتي سيطرت على صناعة خدمات الهاتف في أمريكا الشمالية لأكثر من مائة عام منذ إنشائها في عام 1877 حتى تفكيكها بموجب قانون مكافحة الاحتكار في عام 1983 حيث احتكرا هذا النظام احتكارًا رأسيا لمنتجات وخدمات الاتصالات السلكية واللاسلكية في معظم مناطق الولايات المتحدة وكندا. في وقت تفكيك نظام بيل ‏ في أوائل الثمانينيات كان يملك أصولا بقيمة 150 مليار دولار (ما يعادل 390 مليار دولار في عام 2021) ويعمل به أكثر من مليون شخص.
منذ عقد العشرينيات من القرن الماضي كان المنظمون الأمريكيون لمكافحة الاحتكار يراقبون ويتهمون نظام بيل بإساءة استخدام سلطته الاحتكارية، ورفعوا عدة دعاوى قضائية على مدى عقود، حتى عام 1974 عندما رفعت دائرة مكافحة الاحتكار ‏ بوزارة العدل الأمريكية دعوى قضائية ضد النظام متهمة إياه بانتهاك قانون شيرمان. في عام 1982 توقعت شركة AT&T خسارتها للقضية فوافقت على صلح برعاية وزارة العدل والتي حسمت الدعوى وأمرتها بتقسيم نفسها إلى سبع «شركات بيل إقليمية». أدى هذا إلى إنهاء وجود التكتل في عام 1984. وأصبحت الشركات الجديدة هذه شركات مستقلة والعديد منها اليوم شركات عملاقة مستقلة.